# بارون اوییشن سرویسز
بارون اوییشن سرویسز (به انگلیسی: Baron Aviation Services) یک شرکت هواپیمایی است که در تاریخ ۱۹۷۳ میلادی تأسیس شده است.
دفتر مرکزی بارون اوییشن سرویسز در میزوری، ایالات متحده آمریکا واقع شده‌است و قطب این شرکت هواپیمایی در Rolla National Airport قرار دارد.